# United States Marine Corps
USA's marinekorps,
United States Marine Corps (forkortet USMC), er et af seks værn i det amerikanske forsvar. Marineinfanteriets primære opgave er at udøve militær indflydelse fra havet. Dette gøres ved at udnytte den amerikanske flådes mobilitet til hurtigt at levere kampstyrker til kriseområder. Marinekorpset hører sammen med flåden under flådeministeriet (Department of The Navy). Marinekorpset har en ed, Semper Fidelis, som på dansk betyder evig troskab.
En soldat i marinekorpset kaldes en Marine (da. marineinfanterist) i modsætning til en soldat i US Army, der kaldes en G.I. (Government Issue, Galvanized Iron eller General Infantry). Ordet marineinfanterist forveksles på dansk ofte med en marinesoldat (orlogsgast).
Marinekorpset blev oprettet i 1775 under navnet Continental Marines som en kampstyrke for flåden. Korpset har siden deltaget i alle amerikanske væbnede konflikter, inklusive Uafhængighedskrigen. Marinekorpsets formål er at fungere som en hurtig reaktionsstyrke, der kan indsættes i konfliktzoner og er et vigtigt værktøj for amerikansk udenrigspolitik og krigsførelse.
I det 20. århundrede har marinekorpset været førende i udviklingen af amfibiekrigsførelse og spillede en afgørende rolle i Stillehavskrigen under anden verdenskrig.
Med sin størrelse på 203.000 aktive soldater og 40.000 reservister (2005-tal) er korpset det mindste af de fire amerikanske værn under det amerikanske forsvarsministerium, men er alligevel større end mange andre landes samlede hærstyrker, for eksempel er korpset større end Israels militær.

## Missionsbeskrivelse
Marinekorpset er i dag en amfibisk reaktionsstyrke med tre opgavebeskrivelser ifølge amerikansk lov:
- Indtagelse eller forsvar af fremskudte flådebaser samt andre landoperationer til støtte for flådeoperationer
- Udvikling af taktikker, teknikker samt udstyr til amfibieoperationer
- "De handlinger, præsidenten måtte beordre"

Det sidste punkt dækker over marinekorpsets funktion som en ekspeditionsstyrke, altså en styrke der kan indsættes langt fra hjemlandet, som det f.eks. skete i 1. verdenskrig, 2. verdenskrig, Koreakrigen, Vietnamkrigen, irakkrigen, eller i fredsbevarende operationer som f.eks. Operation Restore Hope eller de fredsbevarende missioner på Balkan i 1990'erne. Selvom disse aktioner ikke præcis kan beskrives som flåderelaterede operationer eller amfibiekrigsførelse, er fællesnævneren, at marinekorpset har fungeret som en ekspeditionsstyrke, der har udnyttet flådens mobilitet til at gribe ind i udenlandske forhold for at sikre USA's interesser.
Marinekorpset står også for beskyttelse af amerikanske ambassader og diplomatiske missioner i udlandet samt for beskyttelse af den amerikanske præsident.

### Historisk mission
Marinekorpset blev oprindeligt oprettet som et korps af soldater, der, udover sømændene, skulle bemande flådens skibe, beskytte dem mod fjendtlig entring og mytteri, samt borde fjendtlige skibe.
Efterhånden som søkrigsførelsen udviklede sig, blev fokus flyttet til operationer på landjorden, og amfibiekrigsførelse.

## Opbygning
Marinekorpset administreres af Department of the Navy, der også administrerer United States Navy. Den øverstkommanderende for marinekorpset har titlen Commandant of the Marine Corps og er ansvarlig for korpsets organisation, rekruttering, træning samt udstyr.
Korpset er organiseret i fire primære undergrupper: Headquarters Marine Corps (overordnede administration), Operating Forces (operative styrker), Support Establishment (støtte, træning og logistik) samt Marine force Reserve (marinekorpsets reserve).
De operative styrker er yderligere delt i tre kategorier: Marine Corps Forces (MARFOR), som er de konventionelle tropper, Marine Corps Security Forces, der bevogter følsomme installationer, samt Marine Corps Security Guard, der bevogter amerikanske ambassader i udlandet.

### Marine Air-Ground Task Force
Marine Air-Ground Task Force eller MAGTF er betegnelsen for de forskellige formationer, der kan udsendes. De er fleksible i størrelse og struktur. En MAGTF indeholder en enhed landtropper, et luftstøtteelement og en logistikenhed, der alle er organiseret under en fælles kommandoenhed.
En MAGTF er i stand til at operere selvstændigt eller som en del af en større gruppe tropper. Det er en midlertidig organisation, der sammensættes til den specifikke opgave, og den opløses, når opgaven er afsluttet. MAGTF strukturen er opstået så marinekorpset kan klare en opgave uden støtte fra andre værn. Det bunder hovedsagelig i dårlige erfaringer med afhængighed af de andre værn under Koreakrigen
En MAGTF varierer i størrelse fra den mindste, en Marine Expeditionary Unit (MEU), der er baseret omkring en forstærket infanteribataljon og en sammensat eskadrille, til den største, en Marine Expeditionary Force (MEF), der består af en division, en større luftstyrke samt en logistikenhed under et kommandoelement.
Der er normalt tilknyttet seks MEU'er til atlanterhavsflåden og stillehavsflåden, tre til hver. Derudover er en MEU baseret på Okinawa i Japan.
Der er tre MEF'er:
- I Marine Expeditionary Force, baseret i Camp Pendleton i Californien.
- II Marine Expeditionary Force, baseret i Camp Lejeune i North Carolina.
- III Marine Expeditionary Force, baseret i Camp Courtney, Okinawa,[13] Japan.

## Øgenavne
- De første marineinfanterister havde læderkraver på uniformerne for at gøre det sværere at skære halsen over på dem. Derfor kaldes de læderhalse (en: Leathernecks).
- Under Slaget ved Belleauskoven under 1. verdenskrig, skal de tyske soldater have kaldt marineinfanteristerne for Teufel Hunden, (svarende til 'djævlen hunder' på dansk), på grund af deres effektivitet. Marineinfanteristerne kalder sig af den grund stadig Devil Dogs. Da det korrekte tyske er Teufelshunde (djævlehunde), er muligheden for amerikansk propaganda nærliggende.[14]
- Marineinfanteristernes karakteristiske ottekantede uniformskasket og deres specielle frisure har også givet dem tilnavnet Jarheads (Dansk: dåsehoveder). Jarhead er også titlen på en bog og en film, der skildrer den tidligere marineinfanterist Anthony Swoffords tid i marinekorpset.

## Historie, kort
- 1775 Korpset oprettes under navnet Continental Marines.
- 1783 Korpset opløses.
- 1798 Korpset reetableres som US Marine Corps.
- 1805 Indtager Tripoli med en styrke bestående af otte marine- og ca. 300 lejesoldater, ledet af premierløjtnant Presley O'Bannon.
- 1846-48 Deltog i den Mexikansk-amerikanske Krig.
- 1861-65 Deltog i mindre omfang i den amerikanske borgerkrig. CS Marine Corps udskilt i Syden.
- Sidste halvdel af 19. århundrede Deltog i aktioner i Korea, Cuba, Filippinerne og Kina.
- Før og efter 1. verdenskrig Deltog i aktioner i Caribien, blandt andet i Haiti og Nicaragua, de såkaldte Banankrige.
- 1917-18 Deltog i 1. verdenskrig på den europæiske vestfront, blandt andet gjorde marineinfanteristerne en god indsats i Belleauskoven.
- 1941-45 Korpset spillede en central rolle under kampene i Stillehavet under 2. verdenskrig.
- 1950-53 Deltog i Koreakrigen.
- 1964-73 Deltog i Vietnamkrigen. Slaget ved Khe Sanh, Slaget om Hue
- 1982-85 Fredsbevarende styrke i Libanon (241 dræbt ved selvmordsangreb).
- 1983 Grenada-invasion Operation Urgent Fury.
- 1989 Panama-invasionen Operation Just Cause.
- 1991 Deltog i Golfkrigen mod Irak.
- 1992-93 Deltog i Somalia Operation Restore Hope
- 2001-21 Operation Enduring Freedom, i Afghanistan.
- 2003- 2011 Deltog i Irakkrigen